# Abbeville (Louisiana)
 Denne artikel omhandler byen Abbeville (Louisiana). Der er også andre byer med dette navn, se Abbeville (flertydig).
Abbeville er en amerikansk by og administrativt centrum i det amerikanske county Vermilion Parish, i staten Louisiana. I 2000 havde byen et indbyggertal på 11.887.

## Ekstern henvisning
- Abbevilles hjemmeside (engelsk)

29°58′21″N 92°07′45″V / 29.9725°N 92.1292°V